# Kepler-12 b
Kepler-12 b (KOI 20, KIC 11804465) — газовый гигант, обращающийся вокруг звезды, жёлтого карлика Kepler-12 спектрального класса G0 в созвездии Лиры. Экзопланета была открыта транзитным методом при помощи телескопа «Кеплер». Информация об открытии была опубликована 5 сентября 2011 года.

## Характеристики
Данная экзопланета принадлежит к многочисленному классу горячих юпитеров. Из-за экстремально высокой температуры атмосферу «раздувает» и звёздное излучение уносит её в межпланетное пространство. Поэтому Kepler-12 b в 1,7 раз больше Юпитера, но его масса составляет всего 0,4 от массы Юпитера.
Плотность планеты составляет 111 кг/м3, а его равновесная температура 1481 К, что в 5,8 раз больше равновесной температуры Юпитера.
Кроме того, Kepler-12b обращается вокруг звезды почти по полностью круговой орбите с эксцентриситетом меньше, чем 0,01.

## Родительская звезда
Звезда Kepler-12, также известна как KIC 11804465 в каталоге «Kepler Input Catalog», относится к звёздам спектрального класса G0. Звезда находится в 1957 световых лет от Земли. Звёздная величина равна 13,438 и она не видна с поверхности Земли невооружённым глазом. Звезда Kepler-12 больше Солнца, её радиус в 1,438 раз больше радиуса Солнца.